# Glacier Express

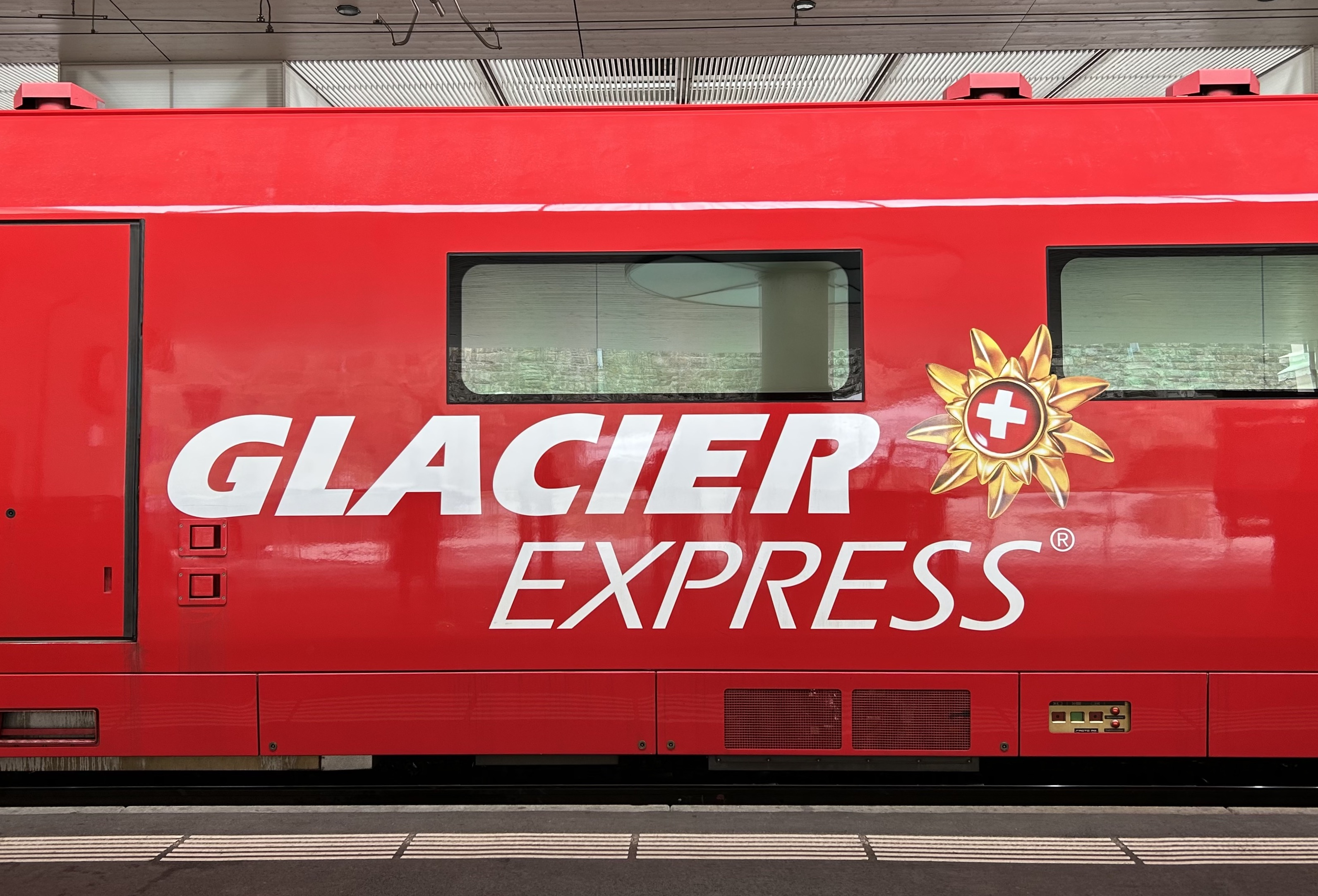
Nom et décoration sur la carrosserie du train.

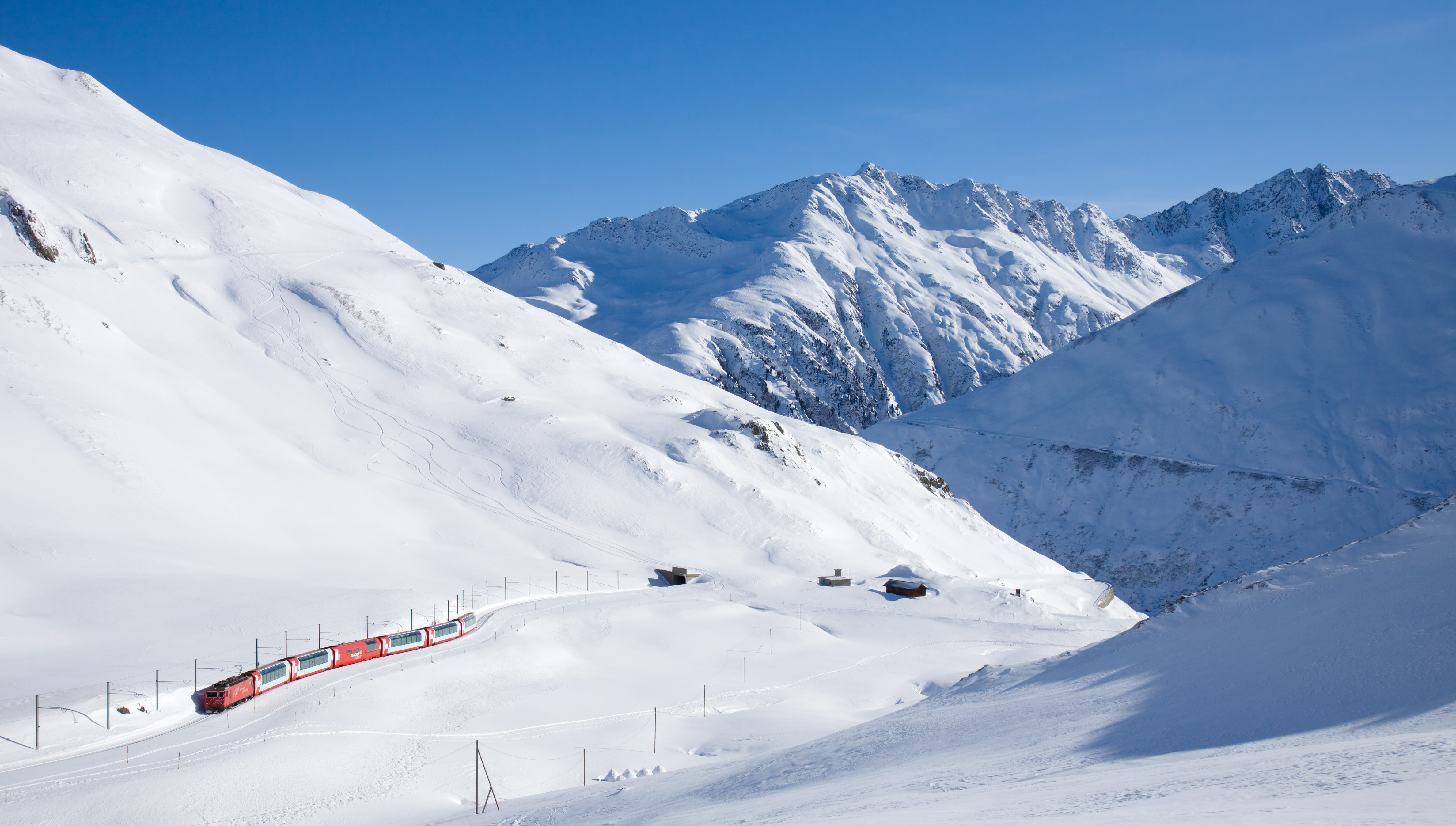
Peu avant le col de l'Oberalp.

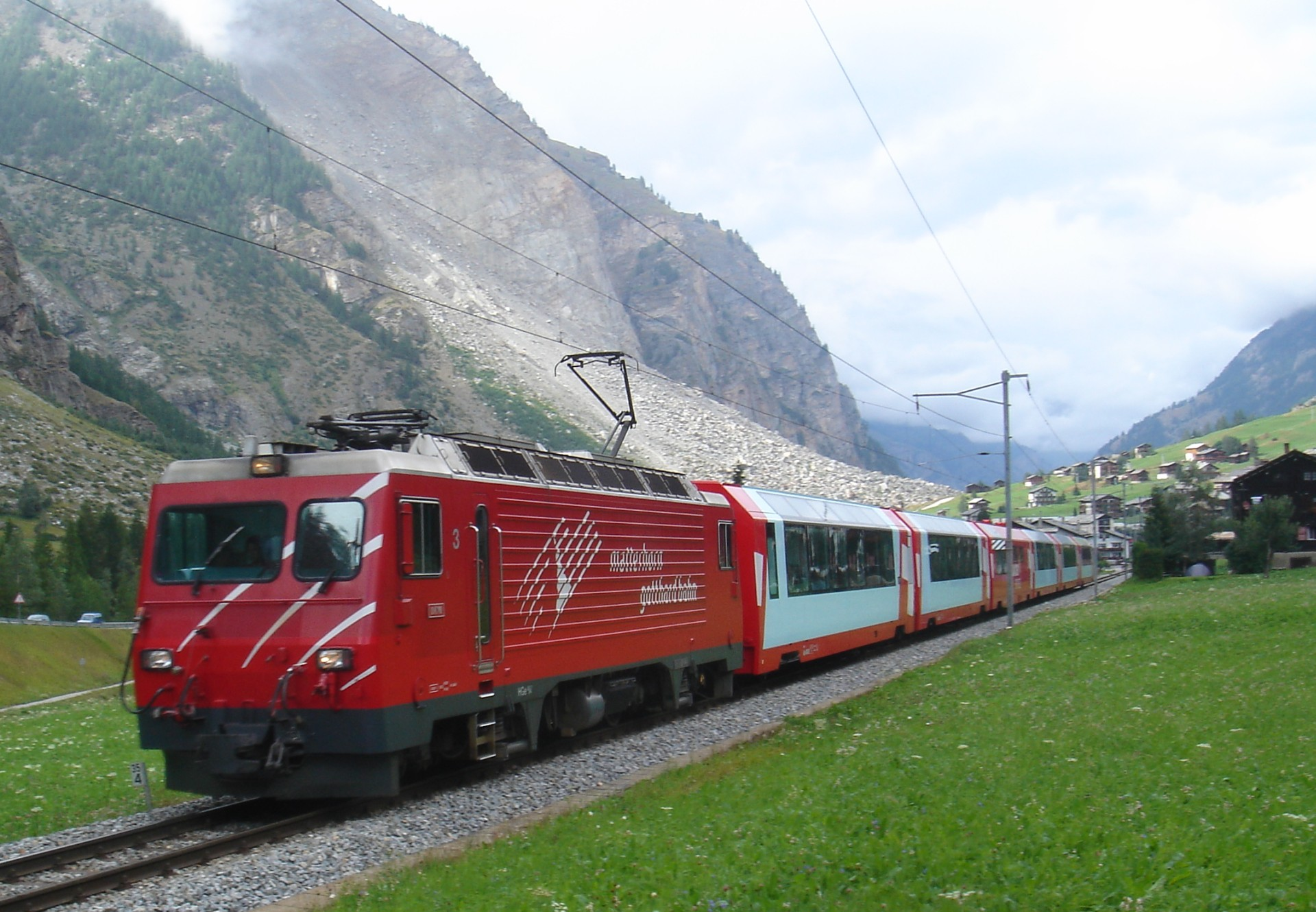
Glacier Express devant l'éboulement du Grossgufer à Randa.

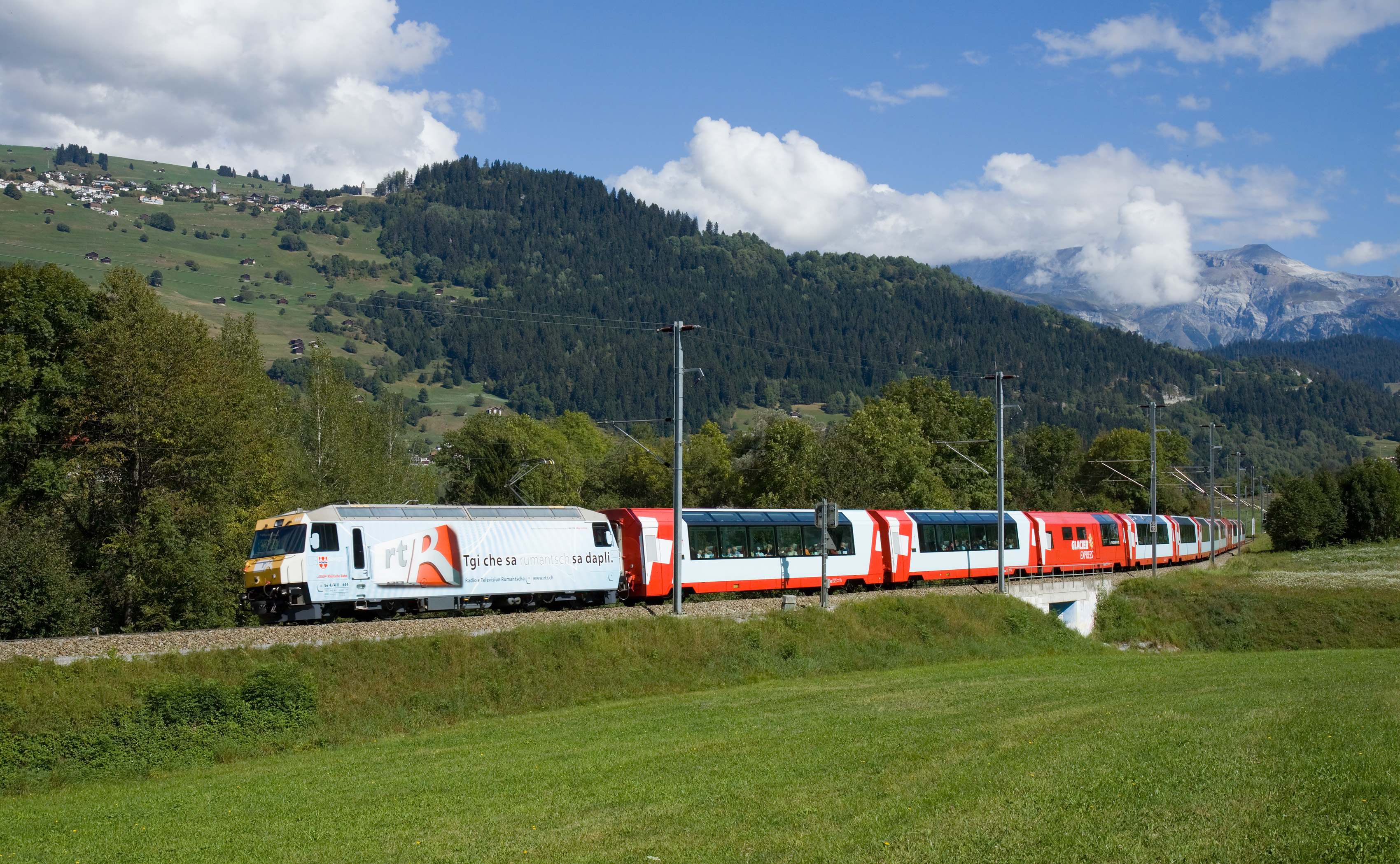
Le Glacier Express dans les gorges du Rhin avant Ilanz. Le train est composé de deux rames, dont deux voitures-restaurants. Il doit être séparé en deux à Disentis pour que le poids maximal du train soit inférieur sur les sections à crémaillère du Matterhorn Gotthard Bahn.

Le Glacier Express est un train reliant les stations de sport d'hiver de Saint-Moritz et de Zermatt dans les Alpes suisses centrales via Coire, Disentis, Andermatt et Brigue.
En été, un train part de la gare de Saint-Moritz et un autre de Davos. Les deux branches se rejoignent entre Coire et Disentis. Le train n’est pas un express au sens qu’il s’agit d’un train à grande vitesse, mais plutôt au sens qu’il permet de faire un trajet en une seule place pour un trajet de presque huit heures et qu’il omet les arrêts des trains locaux. Le Glacier Express est considéré comme le train express le plus lent du monde.
Le voyage depuis Zermatt commence au bout d'une vallée alpine, la Mattertal, juste en aval du Cervin, à 1 606 m d'altitude, avant de redescendre à Brigue, dans la vaste vallée du Valais. Il effectue un parcours de 291 km en franchissant 291 ponts et 91 tunnels, tel que le tunnel de la Furka de 15,35 km de long, pour passer sous le col de la Furka. Après un arrêt intermédiaire à Andermatt dans une haute vallée alpine isolée, le Glacier Express franchit son point culminant au col de l’Oberalp à 2 033 m puis redescend à son point le plus bas, Coire, situé à 585 m. Depuis Coire, capitale du canton des Grisons, le Glacier Express fait un retour à haute altitude afin de rejoindre St. Moritz.
Le premier Glacier Express a débuté en 1930. Initialement, il était exploité par trois compagnies de chemin de fer : la Brig-Visp-Zermatt Bahn (BVZ), la Furka-Oberalp Bahn (FO) et les Chemins de fer rhétiques (RhB). Depuis 2003, le train est exploité par RhB et la Matterhorn-Gotthard Bahn (MGB), à la suite d’une fusion entre la BVZ et la FO. Depuis 2017, le train est exploité par la société Glacier Express AG, une société en copropriété des opérateurs Matterhorn-Gotthard-Bahn et Chemins de fer rhétiques. Pour une grande partie de son voyage, il passe également à travers le site du patrimoine mondial « Chemin de fer rhétique dans les paysages de l’Albula et de la Bernina ».
L’ensemble de la ligne est à voie étroite et une portion de 23,9 km utilise un système à crémaillère pour les pentes abruptes et pour le contrôle de la descente.

## Toponymie
Le nom du train vient du glacier du Rhône, qui était par le passé longé par la voie de chemin de fer. Jusqu'en 1981, le Glacier Express gravissait en effet une grande partie du col de la Furka jusqu'à un court tunnel situé juste sous le col, permettant aux passagers de voir le glacier de près. En 1982 a été ouvert le tunnel de base de la Furka, qui évite l'ascension du col et permet la circulation du train également en hiver. L'exploitation de l'ancienne voie, abandonnée dès l'ouverture du nouveau tunnel, a repris progressivement sur des tronçons successifs entre 1992 et 2010. Un train historique spécial circule aujourd'hui sur la totalité du parcours ancestral, franchissant à nouveau le col de la Furka.

## Histoire

### Premières années
L'achèvement de la dernière partie des lignes de l'entreprise ferroviaire Furka-Oberalp en 1926 a ouvert la voie au développement touristique des cantons du Valais et des Grisons.
Au début du mois de juin 1930, la ligne Viège-Zermatt est prolongée à Brigue par l'ouverture d'une ligne métrique longeant la vallée du Rhône. Pour la première fois, il était possible d'emprunter le train entre Zermatt à Saint-Moritz. Le 25 juin 1930 à 7 h 30 est parti le premier Glacier Express, avec 70 passagers à son bord. Il est arrivé à Saint-Moritz onze heures plus tard.
Jusqu'en 1982, le Glacier Express n'était opérationnel que pendant les mois d'été, car les cols de la Furka et de l'Oberalp étaient tous deux enneigés en hiver. Dans un premier temps, le train était composé de voitures de première à troisième classe, fournis par les trois compagnies ferroviaires participantes. Entre Coire et Disentis/Mustér, les passagers pouvaient savourer un déjeuner chaud dans une voiture-restaurant Mitropa. À partir de 1933, le Glacier Express est attaché à des trains de passagers normaux entre Brig Bahnhofplatz et Zermatt.
Au cours des premières années du Glacier Express, des locomotives électriques étaient utilisées pour transporter le Glacier Express sur la BVZ et la RhB, mais des locomotives à vapeur étaient utilisées sur la FO. Cela a changé en 1941-1942, lorsque la caténaire en hauteur a été installée sur la FO, permettant un fonctionnement entièrement électrique sur toute la longueur du parcours. Cependant, aucun train de transit n'a été exploité entre 1943 et 1946 en raison de la Seconde Guerre mondiale.
À la reprise des trains quotidiens en 1948, le service de voitures-restaurants a été étendu de la gare de Disentis/Mustér au col de l'Oberalp. Entre les années 1950 et 1970, la BVZ et la RhB ont toutes deux introduit de nouvelles classes de locomotives qui, lorsqu'elles étaient rattachées au Glacier Express, permettaient de réduire les délais. Pendant ce temps, le service de voiture-restaurant a été étendu à Andermatt.

### Années 1980
En 1981, l'ère Glacier Express s'achève avec la fermeture définitive pour l'hiver de la ligne FO traversant le col de la Furka et passant par le tunnel sommital de la Furka, entre Oberwald et Gletsch. En juin 1982, cette ligne a été remplacée par le nouveau tunnel de base de la Furka. En conséquence, le Glacier Express a non seulement été déconnecté de son homonyme, le glacier du Rhône, mais peut également, pour la première fois, être exploité toute l'année.
À cette époque, les BVZ, FO et RhB en ont profité pour relancer le Glacier Express en tant qu’attraction touristique. Le matériel promotionnel mettait l'accent sur le statut du train en tant que train express le plus lent du monde. Le nombre de passagers est passé de 20 000 en 1982 à plus de 53000 en 1983 et à un peu plus de 80 000 en 1984.
En 1985, les horaires du Glacier Express ont été complètement revus.

### Développements récents

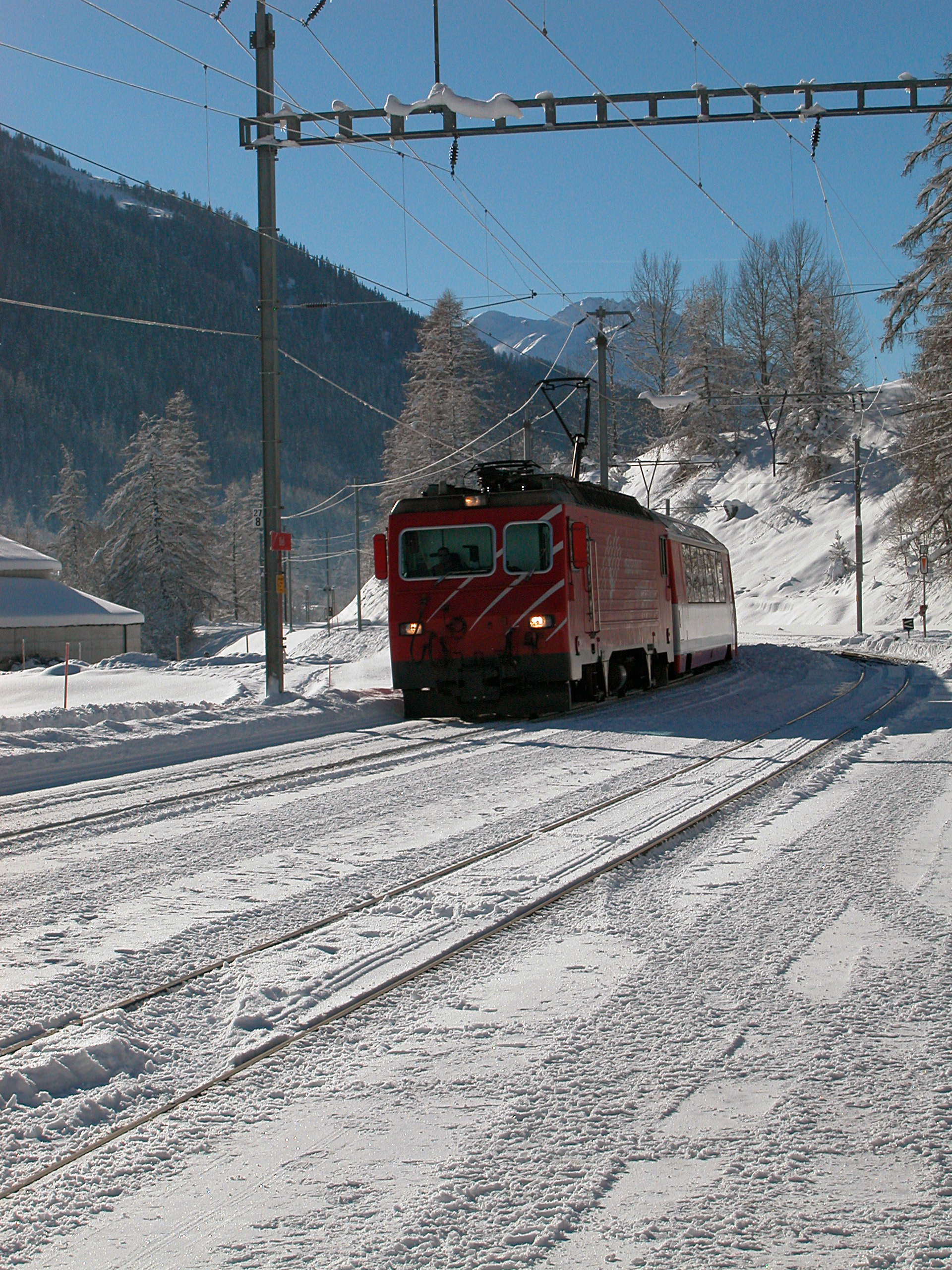
Le Glacier-Express près Biel de Goms à l'hiver 2004.

Entre 1986 et 1993, le BVZ et le FO ont investi près de 40 millions de francs suisses dans la construction de 18 nouvelles voitures panoramiques de première classe pour le train. En 2005, plus de 250 000 passagers voyageaient chaque année sur le Glacier Express.

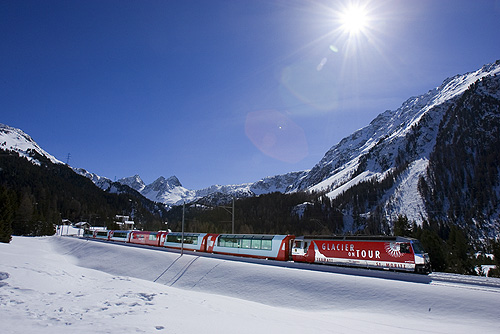
Le Glacier Express en 2006.

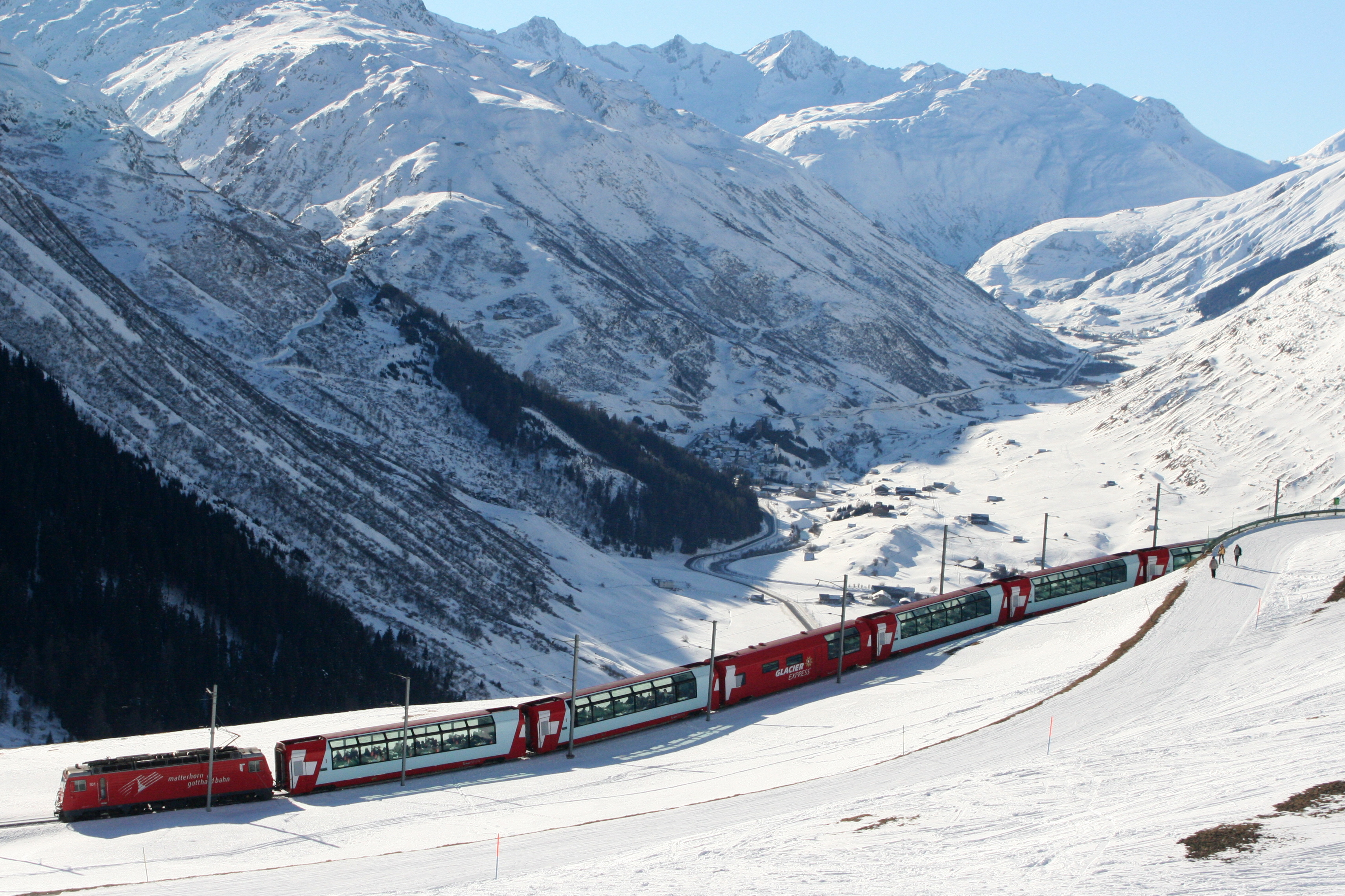
Le Glacier Express au-dessus d'Andermatt.

En 2006, quelques scènes du documentaire The Alps ont été tournées dans le train et de nouvelles voitures panoramiques ont été ajoutées au parc de voitures de tourisme Glacier Express. Le 7 juillet 2008, les lignes de l'Albula et de la Bernina ont été conjointement enregistrés dans la liste des sites du patrimoine mondial de l'UNESCO. Actuellement, le Glacier Express est particulièrement apprécié des touristes allemands, japonais et de plus en plus indiens.

### Déraillement de 2010
Le 23 juillet 2010, une rame du Glacier Express déraille à cause d'une vitesse excessive. Une touriste japonaise de 64 ans décède et 42 autres touristes sont blessés. L'accident a été attribué à une erreur humaine.

## Description

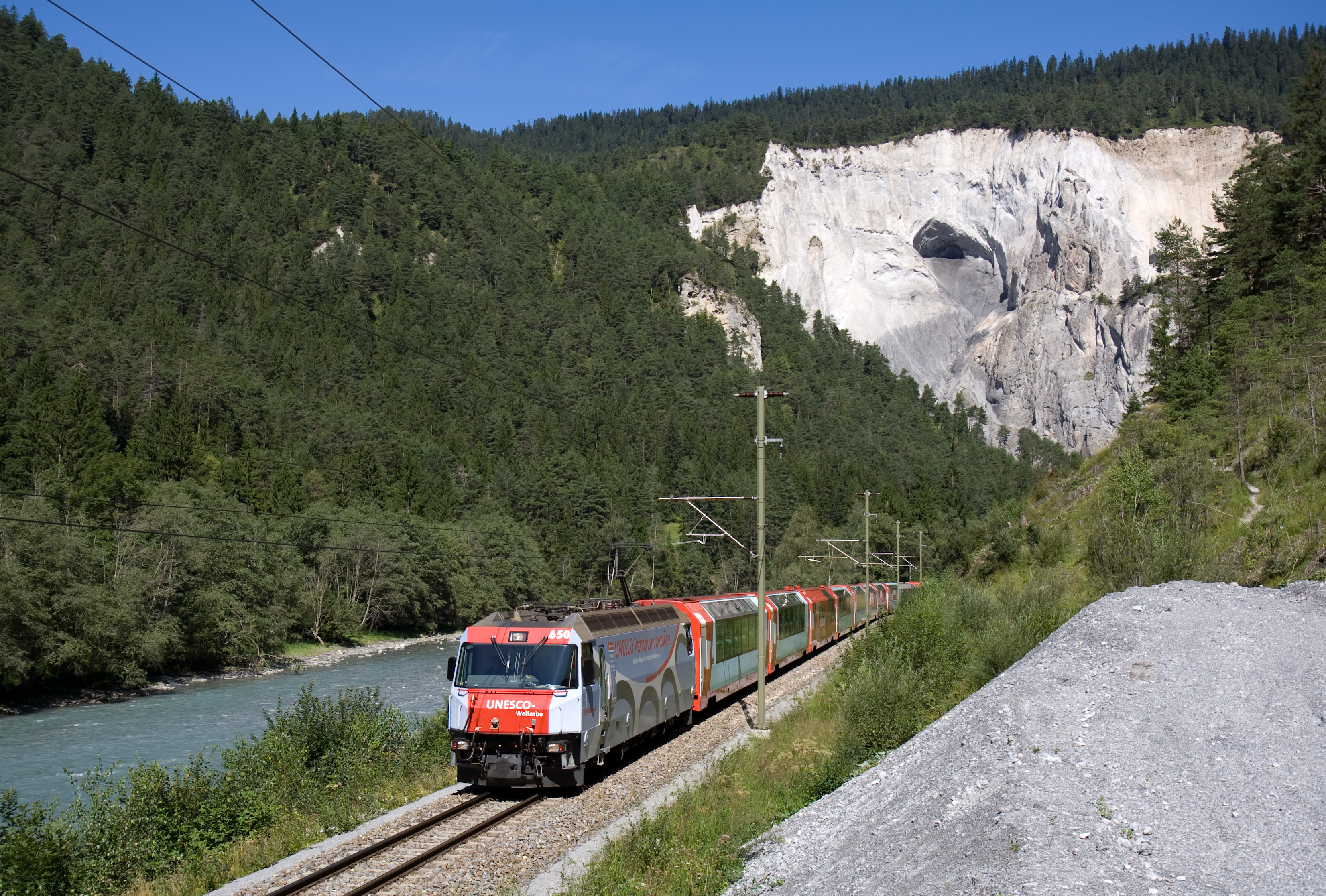
Le Glacier Express dans les gorges du Rhin.

Ce train, qui circule sur une voie métrique à cheval sur les réseaux des Chemins de fer rhétiques et du Matterhorn-Gotthard-Bahn, est souvent décrit comme le plus lent train express du monde. Au cours des 7 heures et demie de parcours, il passe sur 291 ponts, à travers 91 tunnels et passe le col de l'Oberalp, point culminant de la ligne actuelle, à  2 033 m d'altitude. Il passe sous les cols de la Furka et de l'Albula dans deux tunnels.
Le Glacier Express est avant tout un train touristique. En effet, même si, en hiver, il constitue le seul débouché possible au fond de la vallée du Rhône (les cols de la Furka et du Grimsel étant fermés), le temps de parcours est trop long pour qu'il soit intéressant à utiliser lors d'une traversée ouest-est de la Suisse. On trouve cependant sur le tronçon entre Brig et Coire d'autres types de trains, notamment des omnibus, ainsi que des navettes spéciales qui assurent le ferroutage des véhicules légers entre Oberwald et Realp (via le tunnel de base de la Furka) ainsi qu'entre Andermatt et Sedrun (via le col de l'Oberalp). Enfin, en hiver, le train est utilisé par les skieurs pour relier différentes stations de ski situées sur la ligne et accessibles avec le même abonnement : Andermatt, Hospental, Sedrun et Disentis.
Depuis 2006, le train a de nouvelles voitures panoramiques en 1re et 2e classe. Chaque coupon de train est composé de 6 voitures, 2 de première classe, une voiture office-Bar, et 3 voitures de seconde classe, construites par Stadler Rail. Le parc de voitures est divisé entre le Matterhorn-Gotthard Bahn et le Chemins de fer rhétiques. Le repas de midi est servi aux voyageurs à leurs sièges. Des écouteurs diffusent en allemand, français, anglais, italien, chinois et japonais des commentaires sur les régions traversées et curiosités rencontrées sur le parcours. La traction de ce train est assurée par le MGB entre Zermatt et Disentis et par le RhB entre Disentis et Saint-Moritz ou Davos via Coire.

Vie à bord
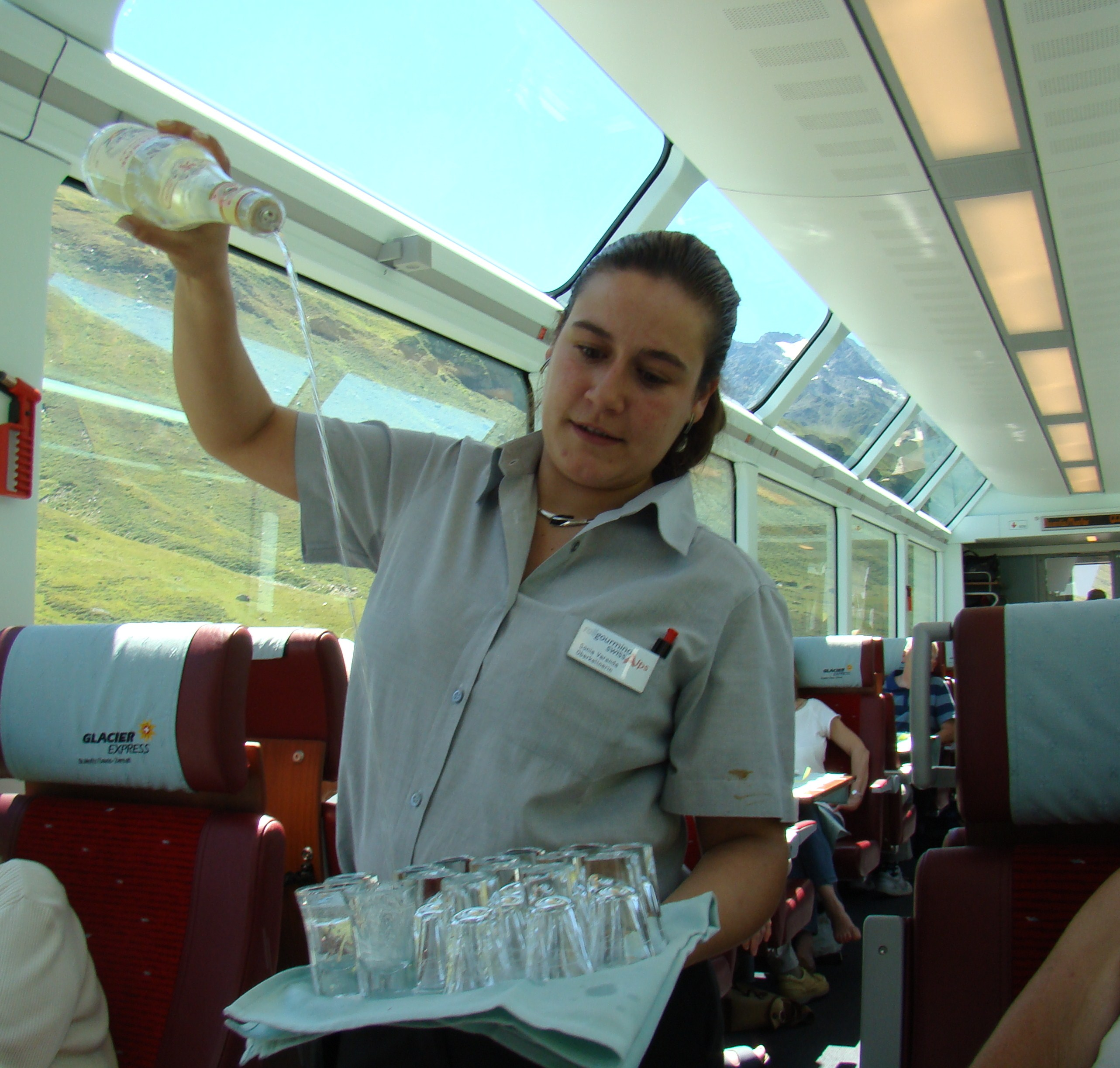
Restauration et…
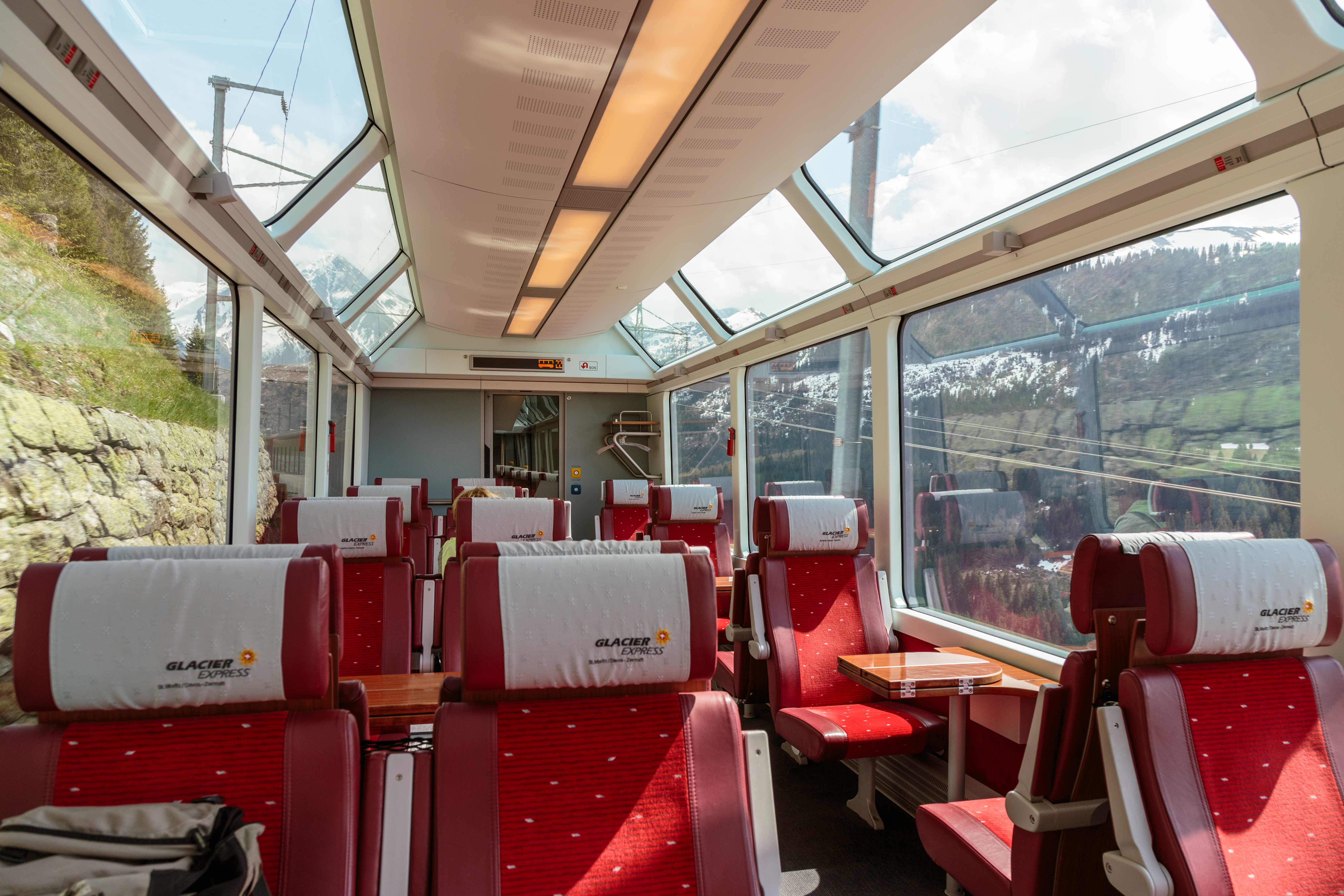
… vision …
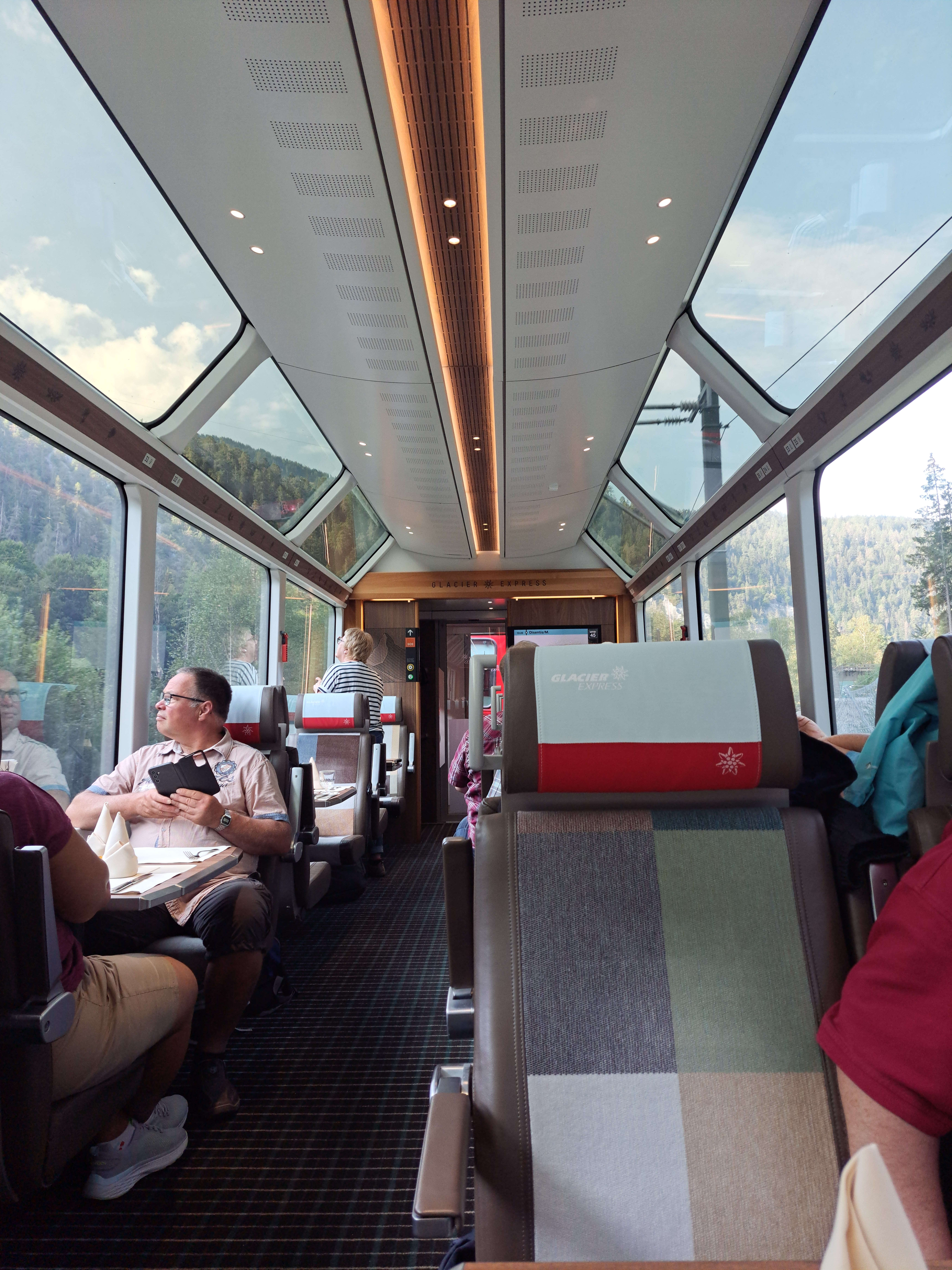
panoramique.

## Itinéraire

### Chemins de fer rhétiques

#### Ligne de l'Albula

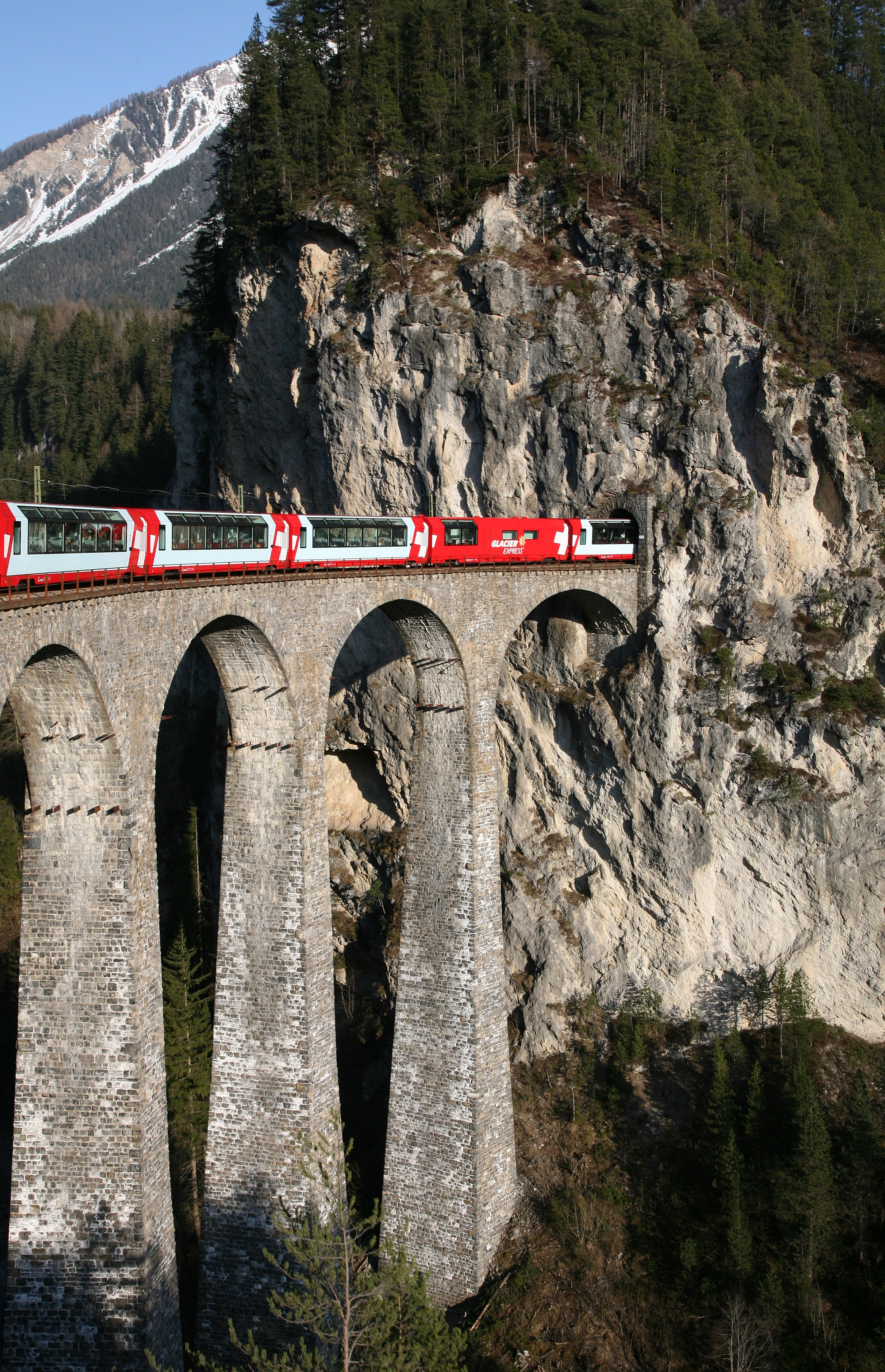
Le Glacier Express traversant le viaduc de Landwasser juste avant d'arriver à Filisur.

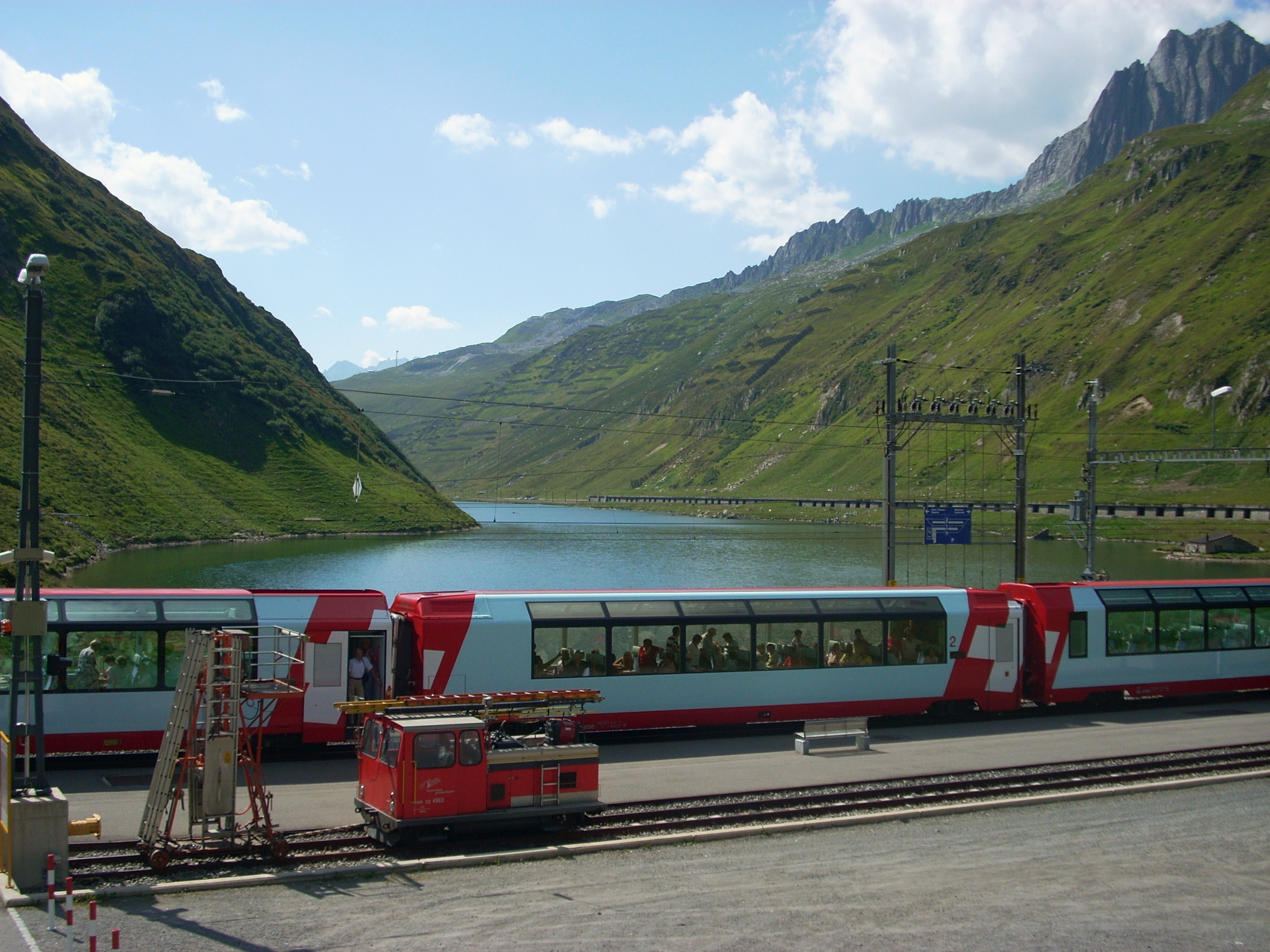
Le Glacier Express au col de l'Oberalp (point culminant).

Peu de temps après avoir quitté la gare de St. Moritz (1 775 m) dans les Grisons, le train passe Samedan et Bever sur le haut plateau de l'Engadine. Là, il continue dans le val Bever avant d'entrer dans le tunnel de l'Albula à 1 815 m sous le col éponyme. Après le tunnel, le train traverse Preda, la première station de la vallée de l'Albula, et continue en direction de Bergün/Bravuogn. Entre ces deux villages, le train doit traverser de nombreuses spirales en raison de la forte différence d’altitude sur une courte distance (400 m pour 1 km).
Après une autre spirale, le train arrive à Filisur au bout de la vallée à 1 032 m. De là, le train passe sur le viaduc de Landwasser, point de repère le plus emblématique de la ligne de chemin de fer, et continue vers Thusis (720 m) où il atteint le Rhin postérieur.

#### Ligne Landquart-Thusis
Il suit le Rhin postérieur puis le Rhin jusqu'à la ville de Coire (585 m). De Coire, le Glacier Express se rend à Reichenau.

#### Ligne de Reichenau-Tamins à Disentis/Mustér

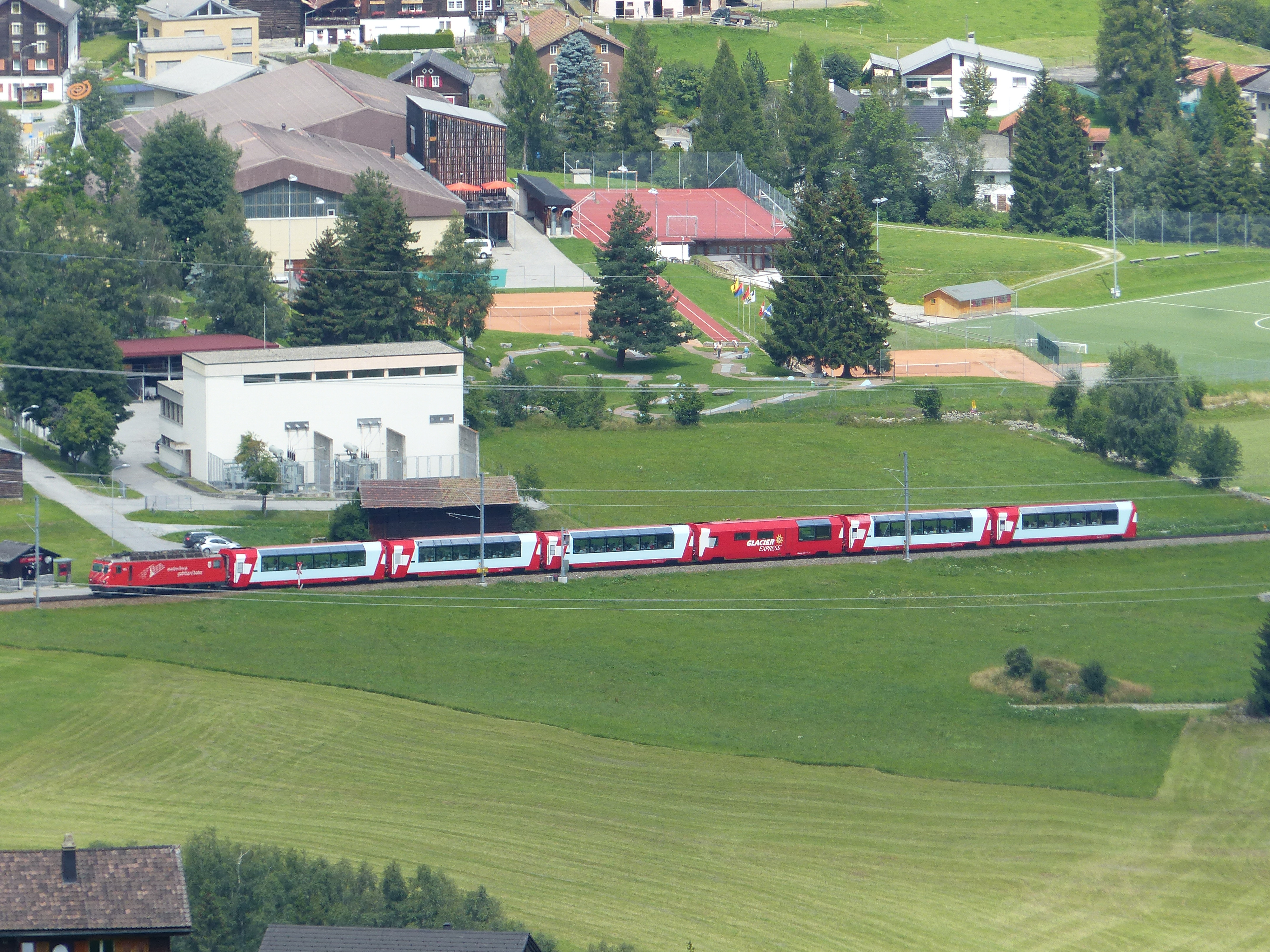
Le Glacier Express près de Disentis.

De Reichenau, le train suit le cours du Rhin par le canyon de Ruinaulta et monte lentement dans la vallée vers Ilanz (698 m) puis Disentis/Mustér (1 142 m).

### Matterhorn-Gotthard Bahn

#### Ligne Brigue–Andermatt–Disentis/Mustér

##### Section Oberalp
De Disentis/Mustér, le train suit le cours du Rhin pour atteindre Sedrun (1 404 m). De Sedrun, la ligne devient plus raide pour enfin atteindre son sommet, le col de l'Oberalp, à 2 033 m. De là, le train entre dans le canton d'Uri en Suisse centrale et continue jusqu'à Andermatt (1 447 m).

##### Section Furka

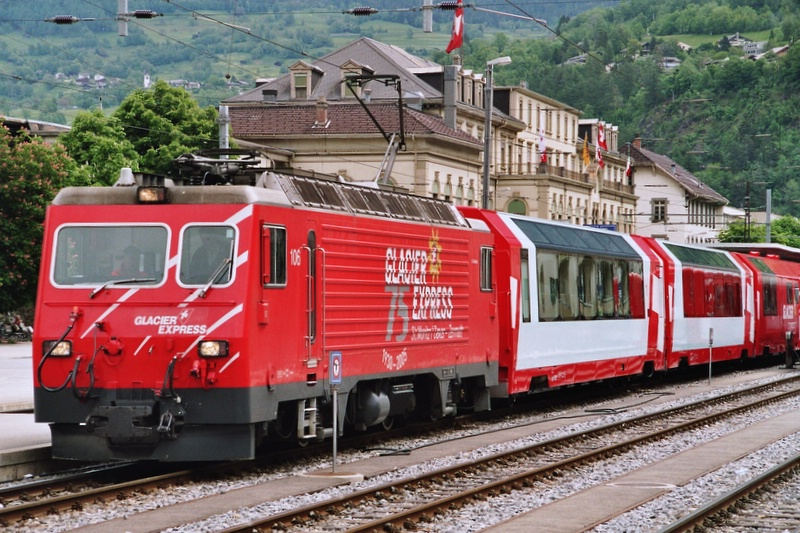
Le Glacier Express en gare de Brigue.

D'Andermatt, le train avance dans la vallée appelée Urseren en passant par les villages de Hospental (1 452 m) et de Realp (1 538 m). De là, le train entre dans le tunnel de base de la Furka et quitte l'ancienne voie ferrée qui monte le col de la Furka (ligne sommitale de la Furka) pour aboutir à Oberwald (1 368 m), dans la vallée de Goms, dans le canton du Valais. Le train continue ensuite en direction de Brigue, en suivant le cours du Rhône, et longe les villages d'Ulrichen (1 346 m), Münster-Geschinen (1 359 m) et Fiesch (1 049 m), avant de franchir une autre spirale.

#### Ligne Brigue-Viège-Zermatt

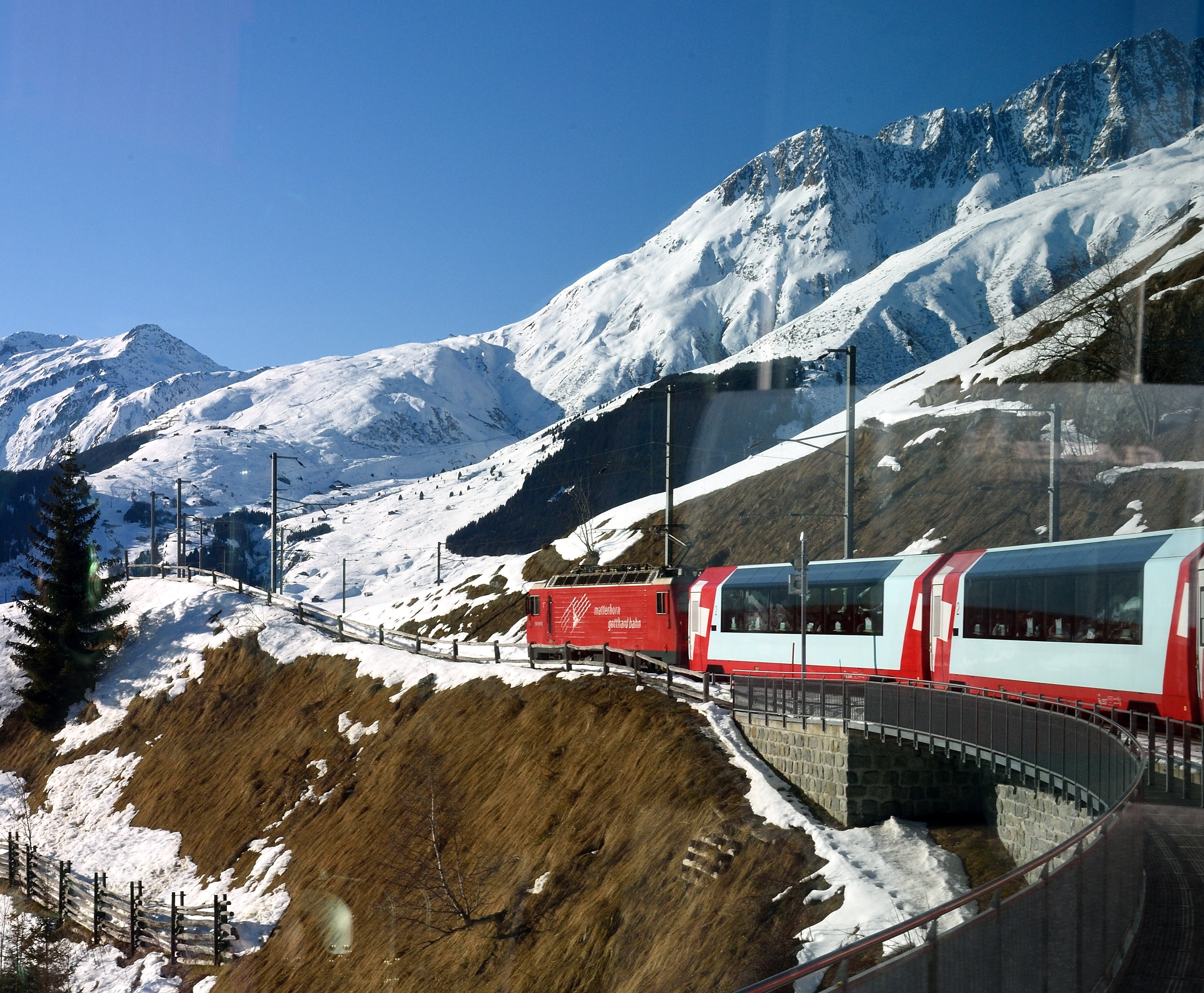
Le Glacier Express à destination de Zermatt.

De Brigue (678 m), le train continue jusqu'à Viège (651 m), puis entre dans la vallée de Zermatt et monte en passant par les villages de Stalden (799 m), St. Nicolas (1 112 m) et Randa (1 408 m), où une avalanche de débris spectaculaire a complètement déconnecté le chemin de fer et la route en 1991. Après un trajet plus raide, le train arrive finalement à Zermatt à 1 616 m, après près de 8 h de voyage.

## Alimentation
Dans certains cas, uniquement sur le réseau RhB Rhétique, en cas d'adjonction de voitures régionales, l'alimentation haute tension du chauffage/climatisation est scindée en deux parties afin d'éviter une surintensité par la seule alimentation par la locomotive (principalement en hiver), ainsi les voitures non climatisées sont alimentées par la locomotive, et les voitures climatisées, ainsi que la voiture restaurant, gros consommateurs d'énergie sont alimentées via un fourgon attelé et dételé à Disentis/Muster, équipé d'un pantographe. Ce train est parfois équipé d'une voiture restaurant supplémentaire, toujours sur le réseau RhB, dite « Jumbo » (2 voitures RhB jumelées), voiture climatisée, avec alimentation directe sur caténaire, lorsqu'elle se trouve sur une voie de garage, grâce à un pantographe, et un transformateur.